# Front de Romania
El Front de Romania va ser part de la Campanya dels Balcans de la Primera Guerra Mundial, on es van enfrontar Romania i Rússia contra els exèrcits de les Potències Centrals. La lluita va tenir lloc des de l'agost de 1916 fins al desembre de 1917, en la major part de l'actual Romania, incloent Transsilvània, que formava part de l'Imperi Austrohongarès en aquell moment, així com el sud de Dobrudja, que actualment és part de Bulgària.
Malgrat l'aliança entre Alemanya i Àustria-Hongria, Romania va romandre neutral quan va esclatar la guerra a l'agost de 1914. Malgrat això, tots dos bàndols van tractar d'atreure el país amb promeses territorials, competició en la qual la Triple Entesa gaudia d'avantatge al poder oferir Transsilvània i Bucovina. L'objectiu dels mandataris romanesos era completar la «unió nacional» mitjançant l'obtenció dels territoris amb població de parla romanesa, fonamentalment Transsilvània, Bucovina i el Banat. Després de dos llargs anys de neutralitat, a l'agost de 1916, Romania va accedir a entrar en guerra en el bàndol de la Triple Entesa a canvi de grans concessions territorials. El país entrava en guerra del bàndol que creia que aviat arribaria a la victòria.
Les forces romaneses van penetrar a la desitjada Transsilvània austrohongaresa, una regió amb majoria de població romanesa, però la ràpida declaració de guerra de Bulgària va fer que l'alt comandament detingués l'avanç dels exèrcits del nord-oest i perdés la iniciativa militar, que va quedar en mans de l'enemic, dirigit per dos brillants caps alemanys: August von Mackensen i Erich von Falkenhayn. Les tropes romaneses eren valentes, però estaven mal armades i pitjor manades i van haver d'enfrontar-se a un enemic que els escometia en dos fronts: el transsilvà al nord-oest i el del Danubi al sud.
Entre mitjans de setembre i principis de novembre, von Falkenhayn va expulsar els invasors de Transsilvània i va penetrar a Valàquia, mentre que von Mackensen s'apoderava de gairebé tota Dobrudja. A finals de desembre de 1916, les Potències Centrals s'havien apoderat de tota Valàquia i Dobrudja. La intervenció que havia d'haver aplanat la victòria de la Triple Entesa va concloure en realitat en un gran daltabaix en una campanya que va durar només 140 dies. El govern romanès va haver de refugiar-se a Moldàvia, que encara romania sota el control dels Aliats, protegit per més de mig milió de soldats russos. Tan sols l'auxili rus i el gelat hivern de 1916-1917 va permetre frenar els exèrcits de les Potències Centrals en els límits de Moldàvia.
Però a l'estiu de 1917, el recuperat exèrcit romanès, amb una mica d'ajuda russa, va aconseguir diverses victòries defensives i desbaratar l'intent de les Potències Centrals d'apoderar-se també de Moldàvia. La radicalització de la Revolució d'Octubre va canviar la situació; Romania no només va perdre el suport de les divisions russes, imprescindible per defensar el front, sinó també la seva única font de subministraments militars. Romania, gairebé completament envoltada per les Potències Centrals, es va veure obligada a abandonar la guerra i va signar el Tractat de Bucarest amb les Potències Centrals al maig de 1918.
El 10 de novembre de 1918, just un dia abans de l'armistici alemany i després que la resta dels països de les Potències Centrals ja havien capitulat, Romania va tornar a entrar en la guerra.
Uns 220.000 soldats romanesos van morir, al voltant del 6% del total de soldats Aliats morts.

## Antecedents
El Regne de Romania va ser governada per reis de la Casa de Hohenzollern des de 1866. El 1883, el Rei de Romania, Carles I de Hohenzollern, va signar un tractat secret amb la Triple Aliança que estipulava l'obligació de Romania a anar a la guerra només en el cas que fos atacat l'Imperi austrohongarès. Mentre que Carles I va voler entrar a la Primera Guerra Mundial com a aliat de les Potències Centrals, el poble romanès i els partits polítics estaven a favor d'unir-se a la Triple Entesa. Romania es va mantenir neutral quan va començar la guerra, amb l'argument que la mateixa Àustria-Hongria havia iniciat la guerra i, en conseqüència, Romania no tenia cap obligació formal per unir-se a ella. Al mateix temps, Alemanya va començar encoratjar a Àustria-Hongria a fer concessions territorials a Romania i Itàlia per tal de mantenir els dos estats neutrals.
A canvi d'entrar a la guerra al costat dels Aliats, Romania va exigir el suport a les seves reivindicacions territorials sobre parts de Transsilvània, un territori austrohongarès amb una majoria romanesa. Les majors preocupacions dels romanesos en les negociacions van ser evitar un conflicte que hauria de lluitar en dos fronts (un en Dobrutja amb Bulgària i un a Transsilvània) i garanties per escrit de guanys territorials romanesos després de la guerra. Van exigir un acord per no fer la pau per separat amb les Potències Centrals, el mateix estatus a la futura conferència de pau, l'ajuda militar russa contra Bulgària, una ofensiva dels Aliats en la direcció de Bulgària, i l'enviament regular de subministraments de guerra dels Aliats. La convenció militar que van signar amb els Aliats va estipular que França i Gran Bretanya haurien d'iniciar una ofensiva contra Bulgària i l'Imperi Otomà a tot tardar l'agost 1916, que Rússia enviaria tropes a Dobrutja, i que l'exèrcit romanès no estarien subordinats al comandament rus. Els Aliats havien d'enviar 300 tones de provisions diàriament. D'acord amb el compte de Romania, la majoria d'aquestes clàusules, amb l'excepció de les imposades a Romania, no van poder ser respectades.
Els Aliats van acceptar els termes tard, a l'estiu de 1916 (vegeu el Tractat de Bucarest, 1916); Cyril Falls atribueix la decisió final de Romania a l'hostilitat històrica cap a l'Imperi rus, i que pretenia una entrada anterior a la guerra, potser abans de l'Ofensiva Brussílov del mateix any, que hauria proporcionat una millor oportunitat per a la victòria. Segons alguns historiadors militars dels Estats Units, Rússia va retardar l'aprovació de les demandes romaneses fora de les preocupacions sobre els dissenys territorials romanesos a Bessaràbia, reclamades pels cercles nacionalistes com una terra romanesa. Segons l'historiador militar britànic John Keegan, abans que Romania entrés a la guerra, els Aliats havien acordat en secret no deixar expandir territorialment a Romania quan acabés la guerra.

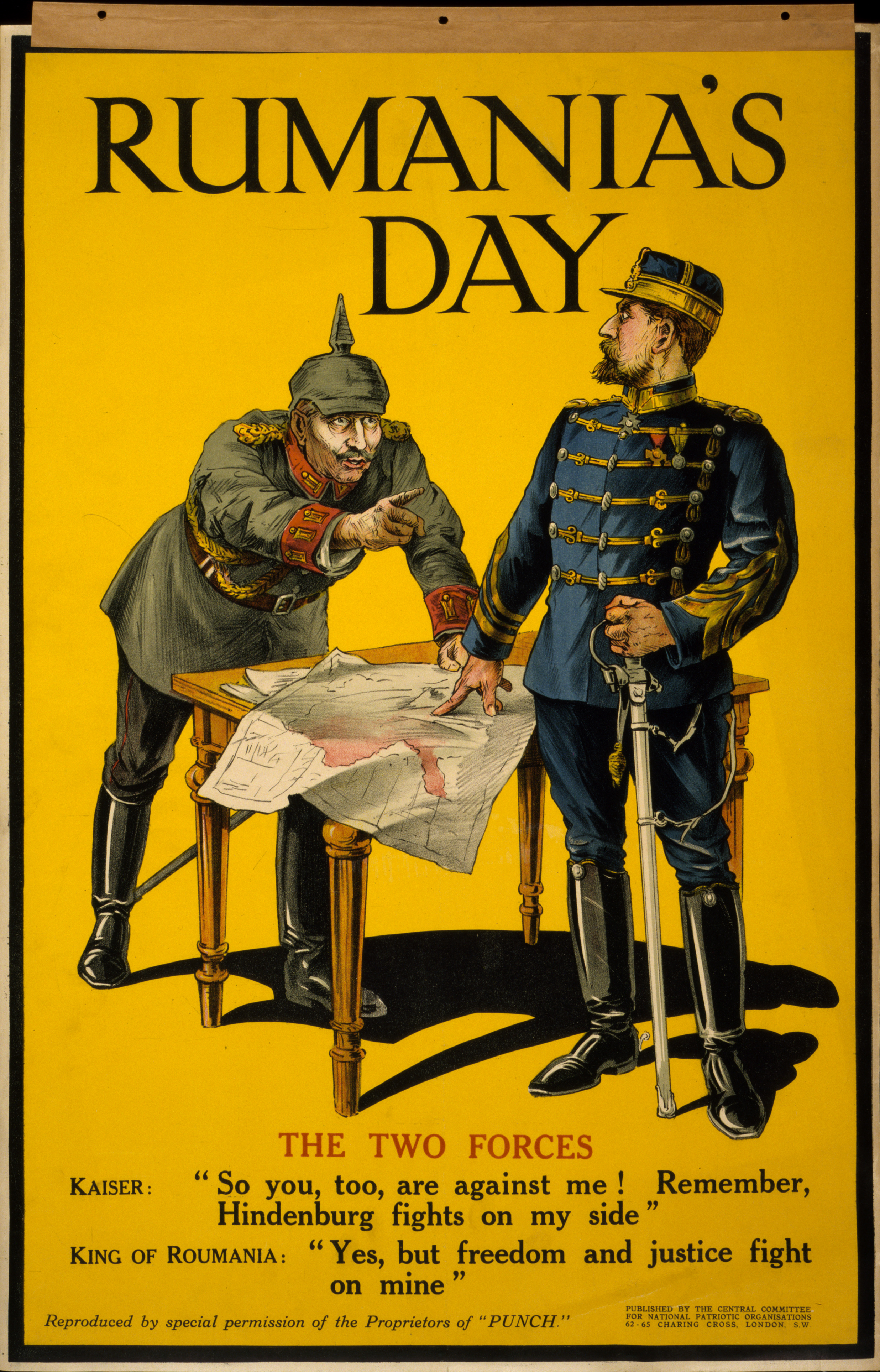
Cartell britànic, acollint amb beneplàcit la decisió de Romania d'unir-se a l'Entente
LES DUES FORCESKaiser: «Així que tu també estàs contra meu! Recorda, Hindenburg lluita al meu costat».
Rei de Romania: «Sí, però la llibertat i la justícia lluiten al meu».

El 1915, el tinent coronel Christopher Thomson, que parlava molt bé el francès, va ser enviat a Bucarest com a agregat militar britànic per iniciativa de Lord Kitchener per portar Romania a la guerra. Un cop allà, es va formar ràpidament l'opinió que una Romania sense preparació i mal armada s'enfrontaria a una guerra en dos fronts i seria un passiu, no un actiu, per als Aliats. Whitehall va deixar de costat aquest punt de vista i Thomson va signar un conveni militar amb Romania el 13 d'agost de 1916. Al cap de pocs mesos, va haver de pal·liar les conseqüències dels revessos de Romania i supervisar la destrucció dels pous de petroli romanesos per a evitar que caiguessin en mans alemanyes.
El govern romanès va signar un tractat amb els Aliats (França, Gran Bretanya, Itàlia i Rússia) el 17 agost 1916, amb què es va comprometre a declarar la guerra a Àustria-Hongria el 28 d'agost. En realitat, l'ambaixador romanès a Viena va transmetre la declaració de guerra el 27 d'agost. Alemanya, agafada per sorpresa, va respondre amb una declaració de guerra a Romania a l'endemà (28 d'agost). Les dates de la declaració de guerra búlgara i otomana estan en disputa. Ian Beckett diu que Bulgària no va emetre una declaració de guerra abans del seu atac del 31 d'agost Altres fonts situen la declaració el 30 d'agost o l'1 de setembre. La declaració otomana es va dur a terme el 29 d'agost, el 30 d'agost o l'1 de setembre. Al cap de dos dies de la seva pròpia declaració, d'acord amb una font, Romania es va trobar en guerra amb totes les Potències Centrals.
L'exèrcit romanès era bastant gran, amb més de 650.000 homes en 23 divisions, però va patir de mala formació i d'equipament, especialment en comparació dels seus homòlegs alemanys. Mentrestant, el cap de l'Estat major alemany, el general Erich von Falkenhayn, havia raonat correctament que Romania estaria del costat dels Aliats, i ja havia fet plans en conseqüència. Gràcies a la primera conquesta del Regne de Sèrbia i les ineficaces operacions dels Aliats en la frontera del Regne de Grècia, i que tenia un interès territorial en Dobrutja, l'exèrcit búlgar i l'exèrcit otomà estaven disposats a ajudar a lluitar contra els romanesos.
L'alt comandament alemany estava seriosament preocupat per la perspectiva de l'entrada en la guerra de Romania. Hindenburg va escriure:
| «                      | És cert que un estat tan relativament petit com Romania mai abans se li havia donat un paper tan important, i, de fet, tan decisiu per a la història del món en un moment tan favorable. Mai abans dues grans potències com Alemanya i Àustria es trobaven tant a la mercè dels recursos militars d'un país que tenia tot just una vintena part de la població dels dos grans estats. A jutjar per la situació militar, era d'esperar que Romania només havia d'avançar on ella desitjava per decidir la guerra mundial a favor de les potències que ella volgués. D'aquesta manera tot semblava dependre del fet que Romania estava disposat a fer qualsevol mena d'ús del seu avantatge momentani. | » |
| — Paul von Hindenburg. | |   |

## Els romanesos en l'Exèrcit austrohongarès
Els romanesos a Àustria-Hongria van entrar en la guerra des del principi, amb centenars de milers de romanesos de Transsilvània i Bucovina mobilitzats durant tota la guerra. Encara que la majoria dels romanesos de Transsilvània eren lleials a l'Imperi, amb el temps van sorgir sentiments reaccionaris, sobretot després que Romania s'unís a la guerra. Molts dels soldats lleials van decidir prèviament que era molt millor arriscar les seves vides a través de la deserció, en lloc de disparar als seus connacionals ètnics. S'han escrit moltes novel·les sobre aquest tema, incloent-hi El bosc dels penjats, de Liviu Rebreanu.
Els soldats romanesos van lluitar en tots els fronts europeus d'Àustria-Hongria, i alguns d'ells es van distingir, com el căpitan (capità) Gheorghe Flondor i el locotenent (lloctinent) Emil Rebreanu. Altres romanesos notables que van lluitar en l'Exèrcit austrohongarès inclouen Locotenent-Major i Assessor Imperial Constantin Isopescu-Grecul, així com Octavian Codru Tăslăuanu, que també va escriure les seves valuoses memòries sobre la seva experiència en la guerra. Samoilă Marzá, un soldat de l'Exèrcit austrohongarès, va arribar fins a Riga i es va convertir en el primer fotògraf de guerra romanès. En total, fins a 150.000 romanesos van morir en l'acció mentre lluitaven com a part de l'Exèrcit austrohongarès.

## Curs de la campanya romanesa
Romanesos!
La guerra que durant els últims dos anys ha anat envoltant les nostres fronteres ha fet que els antics fonaments d'Europa s'hagin enfonsat.
Ha portat el dia que els fundadors de l'Estat romanès han esperat per la consciència nacional, pels que unien els principats en la guerra de la independència, pels responsables del renaixement nacional.
És el dia de la unió de totes les branques de la nostra nació. Avui podem completar la tasca dels nostres avantpassats i establir per sempre el que Miquel el Gran només va poder establir per un moment, és a dir, una unió romanesa en els dos vessants dels Carpats.
Per a nosaltres, les muntanyes i planes de Bukowina, on Ștefan el Gran ha dormit durant segles. En la nostra energia moral i el nostre valor hi ha els mitjans de retornar-li el dret del naixement d'una gran i lliure Romania des de Tisza fins a la mar Negra i prosperar en pau d'acord amb els nostres costums i les nostres esperances i somnis.
Romanesos!
Animat pel deure sagrat imposat a nosaltres, i decidit a suportar amb cura tots els sacrificis inseparables d'una àrdua guerra, marxarem a la batalla amb la ironia irresistible d'un poble amb confiança ferma en el seu destí. Els gloriosos fruits de la victòria seran la nostra recompensa.
Endavant, amb l'ajuda de Déu!
FERRAN 
A la nit del 27 d'agost de 1916, tres exèrcits romanesos (1r, 2n i Armata de Nord), es van desplegar d'acord amb el Pla de Campanya romanesa (La Hipòtesi «Z»), posant en marxa la batalla de Transsilvània a través dels Carpats. En aquesta mateixa nit, els torpediners fluvials romanesos Rândunica, Bujorescu i Catinca van atacar la flotilla austrohongaresa del Danubi al port búlgar de Russe, enfonsant una barcassa carregada de combustible i danyant el moll del port.
Al principi, l'única força d'oposició va ser el 1r Exèrcit austrohongarès, que va ser empès constantment cap enrere, cap a Hongria. En poc temps, les ciutats de Brașov, Făgăraş i Miercurea-Ciuc van ser capturades, i es va arribar als afores de Sibiu. En les zones poblades per romanesos, els soldats romanesos van ser rebuts amb alegria, i la gent els va proporcionar un ajut considerable en termes de provisions, allotjament i guia.
No obstant això, el ràpid avanç romanès va alarmar a les Potències Centrals, i en poques setmanes van començar a arribar a l'escena reforços considerables. Els Aliats van assumir erròniament que Alemanya seria incapaç de respondre a la invasió, perquè la batalla del Somme i l'ofensiva Brussílov estaven en el seu apogeu en aquesta època i mantenien ocupades significatives forces alemanyes. No obstant això, els alemanys van desplegar vuit divisions i un cos alpí, sota el comandament d'Erich von Falkenhayn. Els austrohongaresos també va enviar quatre divisions per reforçar les seves línies, i per mitjans de setembre, es va aturar l'ofensiva romanesa. Els russos els van prestar tres divisions per a les operacions al nord de Romania, però els seus esforços van quedar per manca dels subministraments molt necessaris.
Mentre que l'exèrcit romanès estava avançant per Transsilvània, el primer contraatac va venir del mariscal de camp August von Mackensen, al comandament d'una força multinacional composta per 3r Exèrcit búlgar, una brigada alemanya i dues divisions del 6è Cos de l'exèrcit otomà; aquestes unitats es van començar a arribar del front de Dobroudja després de les batalles inicials. Aquest exèrcit va començar a atacar el nord de Bulgària a partir l'1 de setembre Es va quedar a la banda sud del riu Danubi i es va dirigir cap a Constanța.

Invasió romanesa d'Austrohongria, 1916

La guarnició romanesa de Tútrakan (en romanès Turtucaia), envoltada per les tropes búlgares (ajudades per una columna de tropes alemanyes) es va rendir el 6 de setembre, finalitzant la batalla de Turtucaia. El 3r Exèrcit romanès va intentar de resistir l'ofensiva enemiga en Silistra, Dòbritx, Amzacea i Topraisar, però va haver de retirar-se sota la pressió de les forces enemigues superiors. L'èxit de Mackensen es va veure afavorit pel fracàs dels Aliats per complir amb l'obligació que havien assumit a través de la convenció militar, en virtut de la qual havien de muntar una ofensiva al front macedoni, i les condicions en què els russos van desplegar insuficients tropes en el front de batalla en al sud-est de Romania. Aquests factors van fer que les forces romaneses no poguessin oferir una resistència eficaç contra l'avanç enemic. Romania va haver de lluitar en dos fronts de batalla de 1.600 km de longitud, el front més llarg d'Europa, amb una configuració variada i diversos elements geogràfics (en comparació, el front rus, que s'estenia des de la mar Bàltica fins a Bucovina, tenia només 1.000 km de llarg).
El 15 de setembre, el Consell de Guerra romanès va decidir suspendre l'ofensiva de Transsilvània i concentrar-se en la zona del grup d'exèrcits de Mackensen. El pla (l'anomenat ofensiva de Flămânda) era atacar les forces de les Potències Centrals en la seva rereguarda, creuant el Danubi en Flămânda, mentre que la línia del front romanès i les forces russes havien de llançar una ofensiva cap al sud, entre Cobadin i Kurtbunar. Els reforços russos, al comandament del general Andrei Zaionchkovsky, van aturar a l'exèrcit de Mackensen abans que tallés la línia de ferrocarril que unia Constanța amb Bucarest. La lluita va ser molt violenta, amb atacs i contraatacs fins al 23 setembre. El 3r Exèrcit búlgar va patir una derrota tàctica en la Primera Batalla de Cobadin, el 19 de setembre, que va obligar les Potències Centrals aturar el seu avanç fins a mitjans d'octubre.
El 30 de setembre, a prop del port romanès de Sulina, el submarí alemany SM UB-42 va llançar un torpede contra la llanxa torpedinera romanesa NMS Smeul, però va fallar. El vaixell de guerra romanes va contraatacar, danyant el periscopi del submarí i causant danys a la torre, obligant-lo a retirar-se. L'1 d'octubre, dues divisions romaneses van creuar el Danubi en Flămânda i van crear un cap de pont 14 km d'ample i 4 km de profunditat. L'endemà, aquesta àrea es va ampliar, amb 8 assentaments búlgars que van acabar en mans dels romanesos. No obstant això, a causa de la deteriorada situació en Transsilvània, l'ofensiva va ser cancel·lada el 3 d'octubre. Els monitors fluvials austrohongaresos Bodrog, Körös i Zomus, juntament amb el patruller Barsch i una barcassa de carbó van ser danyats per l'artilleria romanesa i van ser enfonsats dues barcasses.

### La contraofensiva de les Potències Centrals

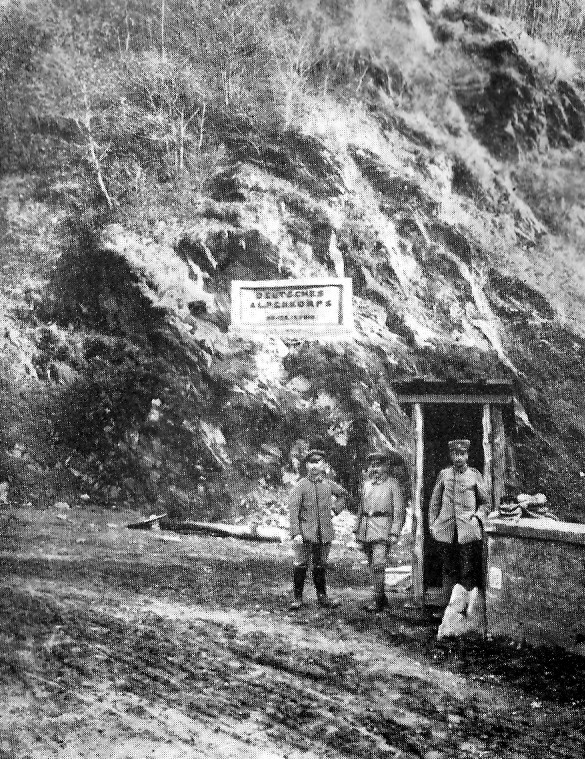
Pas de Turnu Roșu

El comandament general estava ara sota les ordres d'Erich von Falkenhayn (recentment substituït com a Cap d'Estat Major d'Alemanya), que va començar el seu propi contraatac el 18 de setembre. El primer atac va ser contra el 1r Exèrcit romanès, prop de la ciutat de Haţeg; l'atac va detenir l'avanç romanès. Vuit dies més tard, les tropes alemanyes van atacar Sibiu, i el 29 de setembre van superar en nombre als romanesos, que van començar a retirar-se dels passos Vâlcan i Turnu Roșu. Aquest últim, però, va ser ocupat per les tropes de muntanya de Baviera en un moviment de flanqueig, i la batalla del Pas de Turnu Roșu va acabar amb els romanesos reprenent el pas a un cost de 3.000 homes. El 17 d'octubre, el 2n Exèrcit romanès va atacar els austrohongaresos a Braşov, però l'atac va ser repel·lit i el contraatac va obligar els romanesos a retirar-se també d'allí. El 4t Exèrcit romanès, al nord del país, es va retirar sense gaire pressió de les tropes austrohongareses, de manera que el 25 d'octubre, l'exèrcit romanès va ser de nou a les seves posicions inicials. Les Potències Centrals va tenir èxit en prendre la iniciativa estratègica a Transsilvània mitjançant la concentració de forces militars significatives portades ràpidament dels altres teatres d'operacions d'Europa i l'explotació d'un canvi ràpid de les unitats romaneses al front de batalla en Dobruja.

El contraatac de les Potències Centrals, setembre-octubre de 1916

A l'octubre de 1916, l'exèrcit romanès va muntar una operació a gran escala. L'objectiu principal era la defensa dels passos de muntanya als Carpats del sud i est contra la pressió cada vegada més forta de les forces alemanyes i austrohongareses. Van esclatar forts combats a la vall de Prahova, on l'ocupació de la localitat de Predeal va ser un dels principals objectius perseguits per les Potències Centrals. Donat el seu caràcter dramàtic, els enfrontaments en la ciutat i en l'estació de ferrocarril de Predeal amb freqüència es comparen amb els combats més violents del front occidental. Lluites semblants van tenir lloc a la zona de Bran-Câmpulung, especialment en Dragoslavele i Racoș.
Es va prestar una particular atenció a les accions dutes a terme per la defensa de l'alineació dels Carpats, els combats al riu Jiu. Allà, els alemanys van concentrar grans forces per poder avançar cap al sud de les muntanyes. Davant l'amenaça enemiga, les tropes del 1r Exèrcit romanès, sota el comandament del general Ion Dragalina, van oferir una forta resistència. Els soldats romanesos van ser recolzats per tot arreu per la població civil; durant la batalla de Târgu Jiu, la ciutat va ser defensada pels seus habitants, homes, dones i nens, joves i ancians. Allà, una figura conspícua va ser Ecaterina Teodoroiu, que va entrar a la consciència de tots els romanesos com «l'heroïna del Jiu». L'operació per a la defensa dels Carpats va ocupar un lloc prominent en la història militar romanesa, no només perquè va ser una de les operacions més difícils dutes a terme per l'exèrcit romanès fins llavors, sinó també perquè va ser un dels més importants pel que fa a la complexitat de les accions realitzades i per les lliçons molt valuoses derivades de la seva evolució.
Després que les tropes romaneses fossin capaces d'aturar inicialment l'avanç alemany a la vall de Jiu, l'exèrcit alemany es va reagrupar el 29 d'octubre de 1916. L'alt comandament alemany va crear el Grup de l'Exèrcit Kühne, amb el quarter general a Petroşani, sota el comandament del general Viktor Kühne. Aquest grup de l'exèrcit incloïa les 11a i 301a divisions d'infanteria bavarès (que ja havien lluitat anteriorment contra els romanesos en el Jiu), les divisions d'infanteria 41a de Prússia i la 109a (les quals van ser transferides des del front de Riga), així com el 58è cos de cavalleria recentment format (sota el comandament del general Egon von Schmettow, que incloïa la 6a i 7a divisions de cavalleria). Les reserves alemanyes van consistir en la 115a divisió d'infanteria i dues brigades de ciclistes. La força total del grup de l'exèrcit era de 80.000 soldats i 30.000 cavalls. Les forces romaneses no van poder suportar el nou atac alemany, que va començar l'1 de novembre de 1916. Els romanesos es van retirar i el 21 de novembre 1916, la cavalleria alemanya va entrar a Craiova. L'exèrcit romanès va continuar la seva retirada cap al riu Òlt, mentre que la cavalleria va tractar de frenar l'avanç alemany per tal de donar-li temps per organitzar una línia defensiva al llarg de l'Òlt. Encara que l'exèrcit romanès va fer intents de detenir l'avanç de les forces alemanyes, com a la batalla de Robăneşti, aquest no van tenir molt èxit.
De tornada a la costa, el Mariscal de Camp Mackensen i el general búlgar Stefan Toshev van llançar una nova ofensiva el 19 d'octubre, després d'un mes d'una acurada preparació, i van aconseguir una victòria decisiva en la segona batalla de Cobadin. Els romanesos i els russos es van veure obligats a retirar-se de Constanța (ocupada per les Potències Centrals el 22 d'octubre). Després de la caiguda de Cernavodă, la defensa de la desocupada Dobruja va ser deixada només per als russos, que van ser empesos gradualment cap al pantanós delta del Danubi. L'exèrcit rus va quedar desmoralitzat i gairebé sense subministraments. Mackensen es va sentir lliure per enviar en secret un gran nombre de tropes de la rereguarda a la ciutat de Svixtov (Bulgària), amb intenció de travessar el riu Danubi.
A mitjans de novembre, després de diverses derrotes tàctiques en els Carpats meridionals (Bran-Câmpulung, la vall de Prahova, Jiu Valley) Falkenhayn va concentrar les seves millors tropes d'elit (els Alpen Korps) al sud per un atac en el pas de Vulcano. La batalla del pas Vulcano es va iniciar el 10 de novembre. Un dels joves oficials era el futur mariscal de camp Erwin Rommel. L'11 de novembre, el llavors tinent Rommel va dirigir la Companyia de Muntanya Württemberg en la captura del mont Lescului. L'ofensiva va empènyer als defensors romanesos enrere a través de les muntanyes i de les planes el 26 de novembre. Ja havia neu que cobria les muntanyes i aviat es van aturar les operacions per l'hivern. Els avenços d'altres parts del 9è Exèrcit de Falkenhayn també van empènyer als romanesos a través de les muntanyes; l'exèrcit romanès estava sent aixafat pels combats constants i la seva situació de subministrament es va tornar crítica.

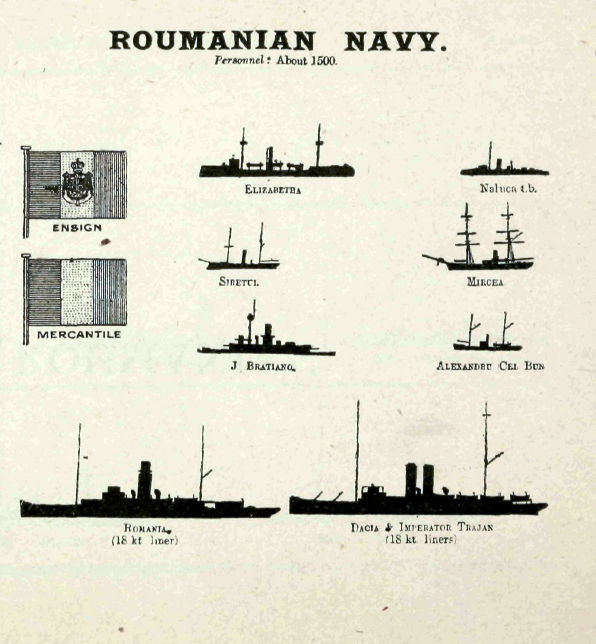
Els principals vaixells de guerra de l'armada romanesa: creuer Elisabeta, torpediners de la classe Năluca (3), canoneres de classe Siretul (4), vaixell de formació Mircea, monitors fluvials de la classe Brătianu (4), i minador Alexandru cel Bun

A la mar Negra, els alemanys van establir una base naval a Constanța, que va ser utilitzada pels hidroavions alemanys per fer incursions contra Sulina, l'últim port marítim romanès. El 7 de novembre, es van utilitzar els canons romanesos de 57 mm del vell creuer protegit NMS Elisabeta per destruir un dels hidroavions, matant el comandant de l'esquadra. A mitjans de novembre, l'únic submarí minador de les Potències Centrals a la mar Negre, el SM UC-15, va ser enviat en una missió per asseure 12 mines fora Sulina i mai va tornar. Possiblement es va enfonsar per les seves pròpies mines, com va ser el cas d'altres vaixells de la seva classe, però també és possible que fos enfonsat per la barrera de 30 mines col·locades a Sulina pel minador romanès Alexandru cel Bun (construït a Gran Bretanya el 1882, 104 tones, armat amb un canó de 37 mm i dues metralladores, velocitat màxima de 9 nusos). En poc temps, la seva flotilla es va quedar sense submarins minadors, fins que es va enviar el SM UC-23 a principis de desembre.

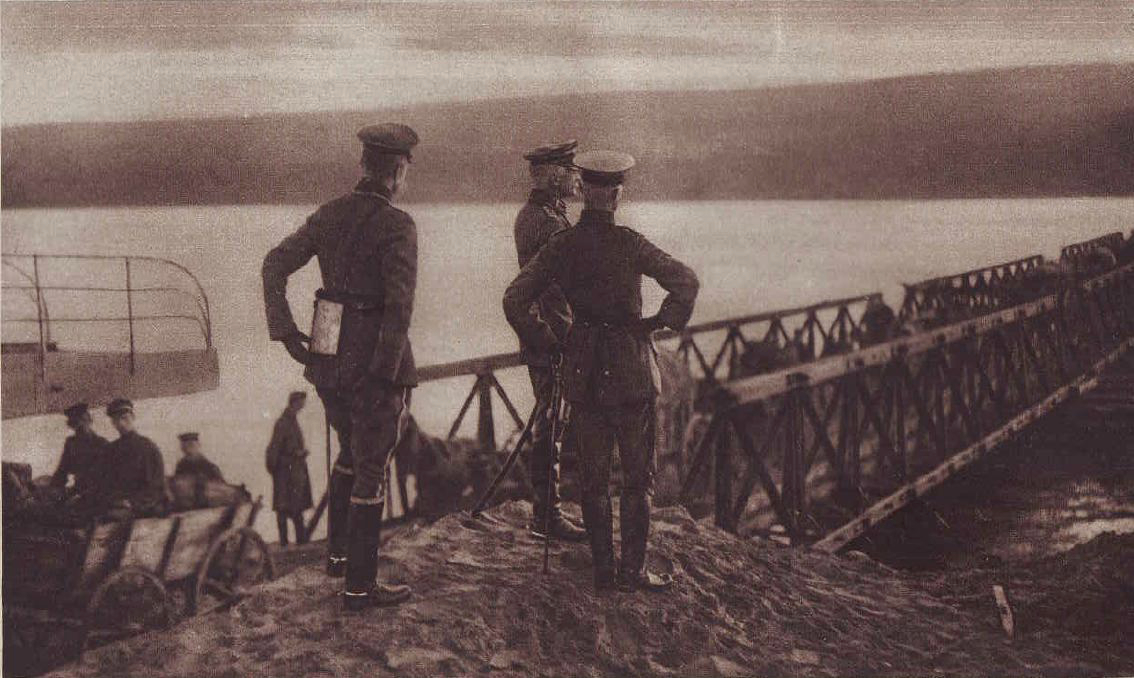
Mariscal de camp von Mackensen liderant les seves tropes a través del Danubi

El 23 de novembre, les millors tropes de Mackensen van creuar el Danubi en dos llocs prop de Svixtov. Aquest atac va agafar per sorpresa als romanesos, i l'exèrcit de Mackensen va poder avançar ràpidament cap a Bucarest contra una resistència molt feble. L'atac de Mackensen va amenaçar amb tallar per la meitat a l'exèrcit romanès. En resposta, el comandament romanès va preparar una contraofensiva coneguda amb el nom de la batalla d'Argeş (part de la batalla de Bucarest) i va designar al recentment ascendit general Constantin Prezan per dirigir-la. El pla preveia controlar l'avanç del 9è Exèrcit alemany des del nord i l'oest, i encerclar i destruir les unitats alemanyes, búlgares i otomanes desplegades al sud-est de Bucarest. Seria una empresa audaç que utilitzaria la totalitat de les reserves de l'exèrcit romanès, però es necessitaria la cooperació de les divisions russes per contenir l'ofensiva de Mackensen, mentre que la reserva romanesa colpejaria la bretxa entre Mackensen i Falkenhayn. No obstant això, l'exèrcit rus no va donar suport al pla ni a l'atac.

Operacions militars a Romania entre novembre de 1916 i gener de 1917

L'1 de desembre, l'exèrcit romanès va tirar endavant amb l'ofensiva al llarg dels rius Neajlov i Argeş. Inicialment, els romanesos van experimentar un èxit, fent un gran nombre de presoners, però Mackensen va ser capaç de canviar les seves forces per fer front al sobtat assalt i les forces de Falkenhayn van respondre amb atacs en cada punt. Davant l'aclaparadora superioritat de les forces invasores, l'exèrcit romanès (amb les seves files afeblides per les accions anteriors, inferiors en equipaments i amb falta de suport de Rússia), no va poder aturar l'avanç enemic. Tot i que va registrar nombroses accions agosarades (entre elles la càrrega de Prunaru, en la qual el 2n regiment de cavalleria Roşiori va ser gairebé aniquilat), la batalla d'Argeş va acabar de manera desfavorable per a l'exèrcit romanès. Al cap de tres dies, l'atac es va aturar i els romanesos van començar a retirar-se.

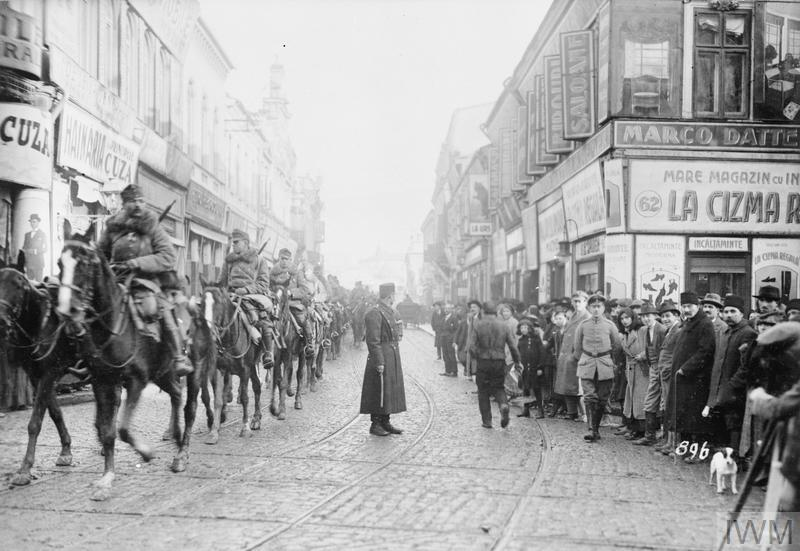
La cavalleria del comandant Falkenhayn entra a Bucarest, 6 de desembre de 1916

Bucarest va ser capturat el 6 de desembre per la cavalleria de Falkenhayn. El 2n Exèrcit romanès es va retirar lluitant al riu Siret, que originalment havia estat fortificat contra els russos, però que ara les defenses estaven encarades a la direcció equivocada però no obstant això acabaria demostrant un valor incalculable, protegit com estava per l'infranquejable delta del Danubi cap al sud-est i flanquejat pels Carpats al nord-oest. Van tenir lloc intensos combats a la batalla de Râmnicu Sarat entre el 22 i 26 de desembre, que van finalitzar amb les forces de Mackensen entrant a la ciutat el 27 de desembre. Al voltant d'aquest temps, els russos van començar a enviar nombrosos reforços a Moldàvia per evitar una invasió del sud de Rússia. El sud de Romania, incloent Oltènia, Muntènia, Dobrudja i el sud de Moldàvia, estava ara en mans de les Potències Centrals. Mentre es retiraven, els romanesos van cremar magatzems de gra i destruir pous de petroli per evitar que fossin utilitzats pels alemanys.
El 3 de desembre, es va enfonsar el torpediner fluvial romanès Căpitan Valter Mărăcineanu en el Danubi per una mina.
Les forces rus-romaneses restants en Dobrudja van abandonar Măcin el 4 de gener 1917, i Brăila el 5 de gener de 1917. Cap al final del mes, les gelades extremes va donar els búlgars l'oportunitat d'entrar al delta del Danubi. El 23 de gener, van intentar creuar els pantans a Tulcea, però van sofrir fortes baixes pels defensors romanesos a la riba nord i es van aturar. Les forces romaneses terrestres, recolzades per la Divisió Danubi de l'armada romanesa i per les accions del creuer romanès Elisabeta a la desembocadura del Danubi, van aconseguir evitar que les Potències Centrals avancessin cap al delta del Danubi, mantenint-lo sota control romanès fins al final de la guerra. La lluita també va finalitzar als passos dels Carpats, també a causa de condicions climàtiques desfavorables. Les tropes de Mackensen van ser capaes de capturar Focşani el 8 de gener, però va fracassar un intent de trencar la línia del riu Siret el 19 de gener. Per tant, el front es va estabilitzar i va permetre a l'exèrcit romanès reajustar-se i reconstruir-se.
Romania va entrar a la guerra en un moment de forta crisi per l'Entente, que lluitava contra nombroses forces enemigues en una batalla molt llarga i que canviava el seu pla de campanya inicial de manera permanent. Però tot i els esforços humans, materials i militars realitzats per les Potències Centrals al llarg d'aquest període, no van poder aconseguir el seu objectiu polític i estratègic fonamental per derrotar Romania i obligar-la a retirar-se de la guerra. Malgrat les fortes baixes, uns 250.000 homes (gairebé un terç de la força mobilitzada a l'agost de 1916) en comparació amb les 105.000 baixes de les Potències Centrals (incloent 60.000 alemanys), i pèrdues de material de combat, l'exèrcit romanès seguia sent una força presa en consideració pels Aliats i enemics per igual i capaços d'oferir resistència a nous atacs.
Una part de la població es va traslladar al territori lliure, juntament amb el Govern de Romania, cort reial i les autoritats públiques, que es va traslladar a Iași. Per tant, el Regne de Romania va seguir exercint els atributs d'un estat independent i sobirà, aliats a les potències de l'Entente.

### La recuperació de Romania
El 1917, quan les dues parts bel·ligerants estaven fent enormes esforços per guanyar la victòria final, per Romania era de vital importància que els romanesos expulsessin a les forces d'ocupació, ja que l'existència de l'Estat romanès depenia d'això. Després que les tropes romaneses havien aconseguit detenir a les portes de Moldàvia (l'alineació dels Carpats Orientals, el riu Siret i el delta del Danubi), en cooperació amb les forces militars russes, Romania es va embarcar en la reconstrucció i l'enfortiment de la seva capacitat de combat durant la primera meitat de 1917 a través de múltiples esforços nacionals en circumstàncies internacionals molt complexes. Es van prendre mesures considerables en totes les branques econòmiques per reconstruir les fàbriques i tallers evacuats, augmentar la producció destinada a la defensa nacional i la productivitat produïda per l'explotació dels pocs recursos de petroli i carbó a les zones franques. L'agricultura va rebre una atenció especial per ajudar a satisfer les necessitats nutricionals bàsiques i garantir un nivell de vida mínim a la població en la part lliure del país, i també per ajudar els refugiats que havien abandonat les seves cases davant de la invasió de l'enemic, l'exèrcit romanès i les tropes russes (que sumaven al voltant d'un milió a principis de 1917).

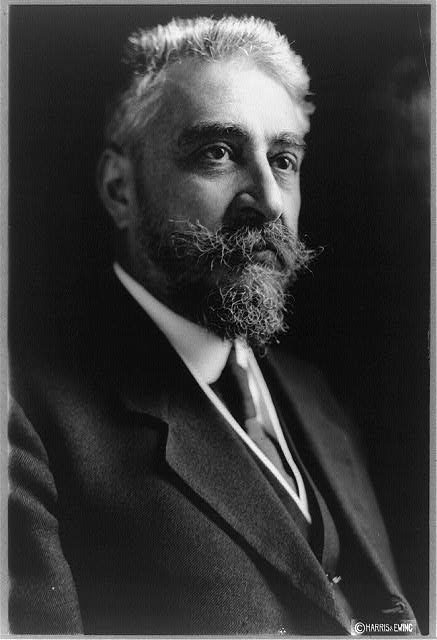
Ion Brătianu

Per tal d'aconseguir la unitat d'acció de les forces polítiques internes, que era indispensable per salvaguardar els interessos de la nació, es va crear a Iaşi un govern d'unió nacional el 24 de desembre 1916, dirigit per Ion Brătianu. La vida política al territori no ocupat va adoptar un objectiu fonamental per aconseguir un consens nacional per trobar els mitjans per concloure una guerra d'alliberament. Dins d'aquest marc, els debats sobre algunes lleis que preveien transformacions estructurals (principalment la reforma agrària per redistribuir terres als camperols i la introducció del sufragi universal) van respondre a les demandes populars de la ciutadania i va contribuir a la moral dels soldats al front de batalla.
La reconstrucció de l'exèrcit romanès va involucrar tant la reorganització com la modernització. Mentre que les forces que havien pres part en la gran batalla de Bucarest (Grup d'Exèrcit Prezan) es va remodelar a l'interior, el 2n Exèrcit romanès, que havia conservat en gran manera les seves estructures i la força de combat, es va mantenir en el front al sud de Moldàvia, on, al costat de les forces russes, es va enfrontar a l'avanç enemic. La reorganització va ser iniciada pel rei Ferran i el govern romanès. Es va realitzar el sota la seva direcció i control en el territori nacional lliure, tot i els intents de Rússia per desplaçar l'exèrcit romanès més enllà del Dnièster, dins d'Ucraïna. La reorganització va perseguir la reducció dels efectius de l'«Exèrcit d'Operacions» als paràmetres que s'adaptava als recursos del país per lliurar una llarga campanya. Les divisions d'infanteria van mantenir una estructura idèntica per fer reemplaçaments i maniobres més fàcil en el front de batalla i tenir un poder de foc comparable amb la de l'enemic. El cos de l'exèrcit es va convertir en un òrgan de comandament per a la coordinació tàctica. Les divisions de cavalleria van rebre més metralladores. El material d'artilleria es va sotmetre a un procés d'homogeneïtzació, amb dos regiments (un de canons i l'altre d'obusos) per a cada divisió, mentre que es va reorganitzar l'artilleria pesant com un grup diferent. En la reorganització també van participar les altres tropes (enginyers de combat, força aèria, armada) i serveis, els quals es van sotmetre a millores notables. Es van millorar considerablement la direcció, organització i metodologia de la formació del personal de comandament i les tropes, i es van establir centres especials de formació. Es va donar prioritat a la guerra de trinxeres, l'assimilació de nova tecnologia militar i el combat nocturn.
Es va aconseguir considerables progressos amb l'equipament de l'exèrcit amb material tècnic per mitjà del seu aprovisionament amb armament, municions i altres recursos de combat des de l'interior del país, però encara més important des de l'estranger. Els Aliats van donar suport al manteniment del front romanès en seguir oferint i complementar comandes ja realitzades. Van arribar d'Europa occidental 150.000 rifles de 8 mm francesos, 1.760 metralladores Hotchkiss M1914, 197 metralladores Vickers, 2,628 Chauchats, 108 canons Lewis, 1,3 milions de granades F1, 84 canons Puteaux de 75 mm, canons Bange 120 mm (72 llargs i 20 curts), 28 obusos Coventry de 127 mm, 14 canons St. Chamond 155 mm i 7 obusos Schneider-Putilov de 152,4 mm, i 130 morters de trinxeres de 58 mm francesos.
En paral·lel, es van fer esforços per satisfer les necessitats d'alimentació, la cura de la salut i l'atenció especial per a enfortir la moral dels soldats. Una notable contribució a la reconstrucció de l'exèrcit romanès va ser feta pels 1600 soldats de la missió militar francesa dirigida pel general Henri Mathias Berthelot, que va supervisar el procés i va ajudar a entrenar a les tropes romaneses. A principis de juny de 1917, la força de l'exèrcit romanès va créixer a prop de 700.000 homes, organitzats en 207 batallons d'infanteria, més 60 batallons de marxa, 110 esquadrons de cavalleria i 245 bateries d'artilleria, dividits entre els dos exèrcits i cinc cossos. Els resultats obtinguts en termes de reorganització i recuperació van impressionar l'opinió pública tant al país com a l'estranger, i va ser confirmada en les grans batalles dels mesos següents.

### La campanya de 1917

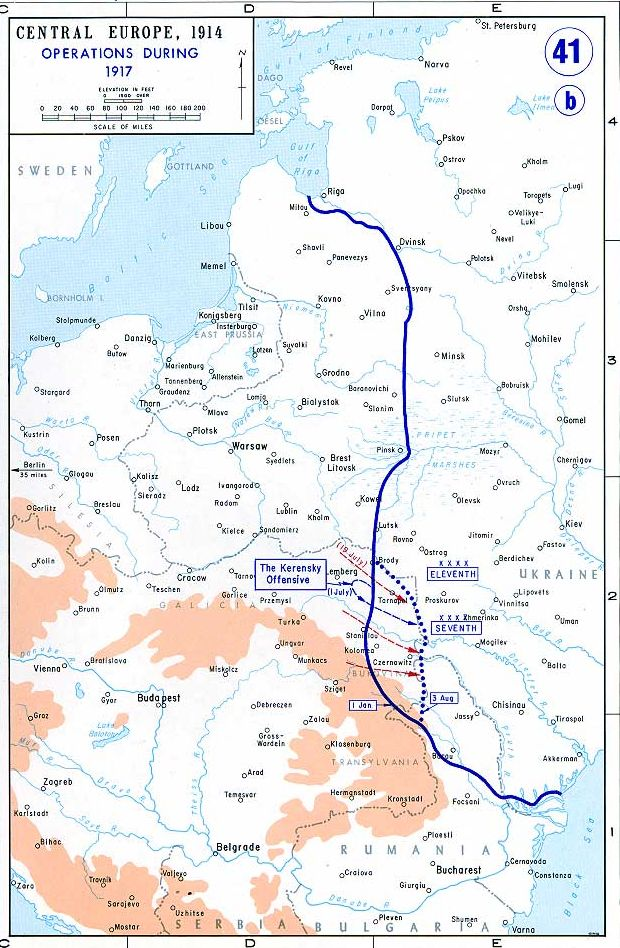
Ofensiva Kérenski, 1917

Conscient de la complexa situació estratègica, el comandament romanès va deixar clara la seva política militar, una orientació realista d'involucrar a tota la població a la batalla, tractant d'actuar eficientment en consonància amb els objectius nacionals i en harmonia amb les operacions a gran escala treballant en el nivell de coalició. La seva forma va quedar llesta a finals de maig de 1917; les operacions planejades per al front de Romania va consistir en una ofensiva general al sector Focşani-Nămoloasa amb la finalitat de fixar per complet totes les forces enemigues allà, aniquilar als principals grups enemics que operaven allà (el 9è Exèrcit alemany) i donar suport a l'ofensiva Kérenski. L'esforç decisiu havia de ser fet pel 1r Exèrcit romanès. Per tal d'augmentar l'efecte de l'ofensiva i atreure a totes les tropes enemigues com fos possible al nord-oest de la ciutat de Focşani, les accions del 2n Exèrcit romanès i el 4t Exèrcit rus van haver de precedir les del 1r Exèrcit romanès. L'alt comandament alemany, que s'havia traslladat cap al centre de gravetat de les seves operacions militars al front de l'est, amb l'esperança de guanyar una victòria allà a través de la derrota de Romania i la conclusió d'una pau amb Rússia, va decidir al juny de 1917 muntar una àmplia ofensiva en el nord i el sud de Moldàvia, per a això va portar reforços dels altres fronts.
A principis de juliol de 1917, el front de Romania es va convertir en una de les majors concentracions de forces de combat i material de guerra reunits durant la Primera Guerra Mundial: nou exèrcits, 80 divisions d'infanteria amb 974 batallons, 19 divisions de cavalleria amb 550 esquadrons i 923 bateries d'artilleria; els efectius va ascendir a uns 800.000 homes, amb prop d'un milió en la seva reserva immediata.
Les tres grans batalles decisives per al destí de la nació romanesa es van lliurar a Mărăşti, Mărășești', i Oituz, que van representar un punt d'inflexió en la guerra al front oriental. Aquestes batalles es van lliurar aproximadament en la línia del front estabilitzada a principis de 1917, que les parts en conflicte havien consolidat a fons durant mig any.

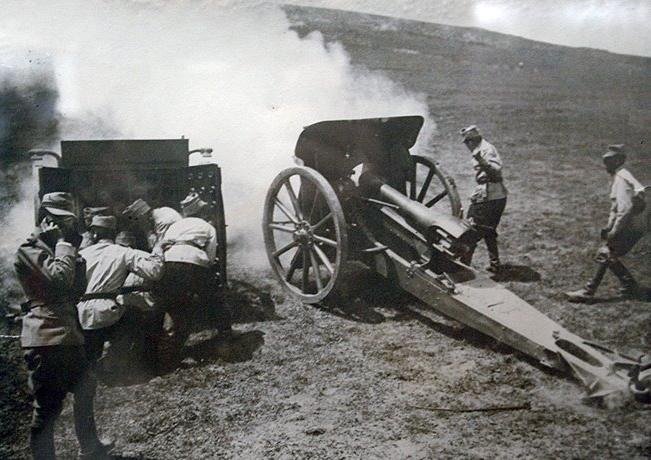
Canons romanesos de 105 mm durant la batalla de Mărăști

La batalla de Mărăşti va començar a la matinada del 24 de juliol 1917, i es va dur a terme a la província de Vrancea, en el sector del 2n Exèrcit romanès i 4 Exèrcit rus. Iniciada per sorpresa amb tres divisions, l'ofensiva va tenir èxit en la ruptura de les defenses enemigues ben organitzades i va obligar els austrohongaresos i als alemanys a retirar-se. A la tarda, les divisions romaneses havien conquerit les primeres defenses (el més fort i més profund del sistema defensiu del Grup Gerok del 1r Exèrcit austrohongarès) a la zona de Mărăşti. L'ofensiva va continuar l'endemà, i les tropes romaneses van forçar a l'enemic a retirar-se de forma cada vegada més desordenada. Això va crear les condicions favorables per a una penetració profunda en la disposició defensiva i l'aniquilació del grup enemic. No obstant això, donades les circumstàncies en què l'alt comandament rus va decidir de forma unilateral aturar qualsevol ofensiva com a resultat de la greu situació creada en els fronts de Galítsia i Bucovina després del fracàs de la ofensiva Kérenski i el contra-atac de les Potències Centrals, el quarter general romanès es va veure obligat a interrompre l'ofensiva en tot el territori entre els Carpats orientals i la Mar Negra. Però a la zona de Mărăşti, les unitats romaneses van continuar l'ofensiva fins al 30 de juliol a petició del seu comandant, el general Alexandru Averescu. Això va marcar el final de la batalla de Mărăşti. Es va infligir importants pèrdues sobre els austrohongaresos i alemanys, que van renunciar a una àrea de 35 km d'ample i 20 km de profunditat i van patir grans baixes i pèrdues durant els combats. El potencial ofensiu de l'exèrcit romanès va ser confirmat a través d'aquesta victòria.
El sortint creat per les tropes romaneses en les línies enemigues en la unió entre el 1r Exèrcit austrohongarès i el 9è Exèrcit alemany va fer que l'alt comandament de les Potències Centrals portessin forces d'altres sectors cap al front de Moldàvia i va canviar la direcció principal de la ofensiva inicialment prevista per a la regió de Focşani-Nămoloasa. Després que l'ofensiva de Mărăşti s'hagués interromput, les Potències Centrals van tractar de posar en pràctica el seu pla d'ofensiva a l'estiu de 1917. Van perseguir, envoltar i aixafar les forces romaneses i russes a través d'un moviment pel nord-oest a la direcció de Focşani, Mărășești i Adjud, junt amb un altre moviment que va començar des de les muntanyes a través de les valls dels rius Oituz i Trotuș cap a Târgu Ocna i Adjud (la segona batalla d'Oituz). Seguint l'ofensiva, les tropes alemanyes havien d'ocupar la totalitat de Moldàvia per a obligar a Romania a que sortís de la guerra, i les forces austrohongaresos del front de Bucovina haurien de penetrar profundament per empènyer les forces russes cap a l'est, més enllà d'Odessa.
L'ofensiva del 9è Exèrcit alemany, del Grup d'Exèrcits Mackensen, va començar el 6 d'agost de 1917, quan s'esperava que les unitats del 4t Exèrcit rus al riu Siret abandonessin les seves posicions per a reforçar el front al nord de Moldàvia i ser reemplaçat per les divisions del 1r Exèrcit romanès (comandat pel general Constantin Cristescu fins al 12 d'agost, quan hauria de ser reemplaçat pel general Eremia Grigorescu). Durant 29 dies, fins al 3 de setembre, aquest sector va ser l'escenari de la batalla més important lliurada per l'exèrcit romanès durant la campanya de 1917. La batalla de Mărășești va tenir tres etapes diferents. Durant la primera etapa (6-12 d'agost), les tropes del 1r Exèrcit romanès, juntament amb les forces russes, van aconseguir detenir l'avanç enemic i van obligar els alemanys a canviar gradualment la direcció del seu atac, cap al nord-oest. En la segona fase (13-19 d'agost), el comandament de Romania va prendre per complet el comandament de la batalla als russos. L'enfrontament va arribar al seu punt culminant el 19 d'agost, amb el resultat que els intents de l'enemic per avançar es van veure frustrats per complet. La tercera etapa (20 d'agost - 3 setembre) va veure realment l'últim intent alemany, almenys, per millorar les seves posicions en vista d'una nova ofensiva, confós per la resposta romanesa.
A partir del 8 d'agost de 1917, els combats al front de Mărășești es van combinar amb una ofensiva austrohongaresa-alemanya a Oituz. Resistint a les forces enemigues superiors, les tropes romaneses van poder aturar l'avanç del Grup Gerok el 30 d'agost. El cessament definitiu de l'ofensiva general al front de Romania per les Potències Centrals al 3 de setembre de 1917 va marcar una derrota estratègica i un debilitament considerable de les seves forces en el front del sud-est. La resposta de l'exèrcit romanès, de fet, va causar el cop més fort que es va infringir a les Potències Centrals a Europa de l'Est en 1917.
Com a resultat d'aquestes operacions, els territoris romanesos restants van romandre sense ocupar. Gairebé 1.000.000 soldats de les Potències Centrals van quedar atrapats, i The Times va descriure el front de Romania com «l'únic punt de llum a l'Est».
El 22 de setembre, Romania va aconseguir el seu major èxit naval de la guerra, quan el monitor fluvial austrohongarès SMS Inn va xocar contra una mina romanesa i es va enfonsar a prop de Brăila.
Però la situació va canviar per l'Entente al novembre de 1917 amb la Revolució d'Octubre a Rússia i el començament de la guerra civil russa. Aquests esdeveniments van posar fi a la participació de Rússia en la guerra i van deixar a Romania aïllada i envoltada per les Potències Centrals. Romania es va veure obligada a negociar l'armistici de Focșani, signat pels combatents el 9 de desembre de 1917.

## Conseqüències

### El Tractat de Bucarest
El 7 de maig de 1918, a la llum de la situació polític-militar existent, Romania es va veure obligada a signar el Tractat de Bucarest amb les Potències Centrals. Es va imposar dures condicions al país, però es va reconèixer la seva unió amb Bessaràbia. Alexandru Marghiloman es va convertir en el nou primer ministre patrocinat pels alemanys. El rei Ferran, però, es va negar a signar el tractat.
Els alemanys van ser capaços de reparar els camps petroliers al voltant de Ploiești i per al final de la guerra s'havien bombejat d'un milió de tones de petroli. També van requisar dos milions de tones de gra als agricultors romanesos. Aquests materials van ser vitals per mantenir a Alemanya en la guerra fins a finals de 1918.

### Romania torna a entrar a la guerra, novembre de 1918

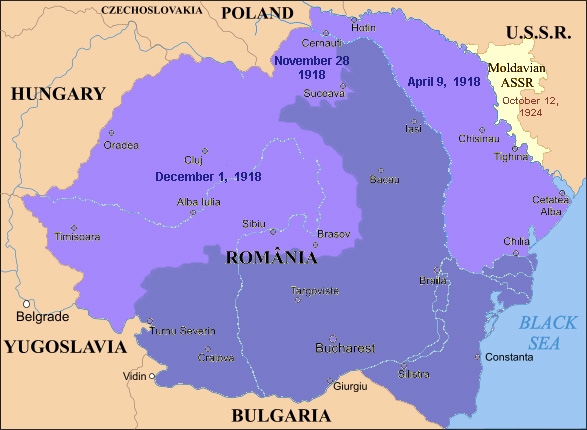
Mapa de Romania, entre l'1 de desembre de 1918 fins al 1938

Després de la reeixida ofensiva al front de Macedònia que va deixar a Bulgària fora de la Primera Guerra Mundial a la tardor de 1918, Romania va tornar a entrar a la guerra el 10 de novembre de 1918, el dia abans que acabés la guerra a Europa Occidental.
El 28 de novembre de 1918, els representants romanesos de Bucovina van votar a favor de la unió amb el Regne de Romania, seguit per l'anunci d'una unió de Transsilvània amb Romania l'1 de desembre 1918 pels representants dels romanesos de Transsilvània que es van reunir a Alba Iulia, mentre que els representants dels Saxons de Transsilvània van aprovar l'acte el 15 de desembre en una assemblea en Mediaș. També es va dur a terme una reunió similar amb la població minoritària d'hongaresos a Cluj el 22 de desembre, que van reafirmar la seva lleialtat a Hongria.
El Tractat de Versalles va reconèixer aquestes proclamacions sota el dret d'autodeterminació nacional propugnada en els Catorze Punts de Woodrow Wilson. Alemanya va estar d'acord amb els termes del tractat (article 259) i va renunciar als beneficis que li oferia el Tractat de Bucarest de 1918.
El control romanès de Transsilvània, que també tenia una població minoritària de parla hongaresa de 1.662.000 persones (el 31,6% de la població, d'acord amb les dades del cens de 1910), va ser molt ressentit en el nou estat nació de la República Democràtica Hongaresa. Això va donar inici a la Guerra romanesa-hongaresa de 1919 entre Romania i la nova República Soviètica Hongaresa, que també va lliurar conflictes paral·lels amb Txecoslovàquia i el Regne dels Serbis, Croats i Eslovens. El conflicte amb Romania va acabar amb una ocupació parcial romanesa d'Hongria. Les armes de l'exèrcit romanès van ser adquirides per l'exèrcit de l'almirall Horthy, que va esdevenir el regent vitalici d'Hongria després que les tropes romaneses deixessin Hongria a principis de 1920.

## L'anàlisi militar de la campanya

Percentatge de militars Aliats morts durant la Primera Guerra Mundial

La contraofensiva de 1916 va ser liderada principalment pels generals alemanys Falkenhayn i Mackensen. Tot i això els alemanys representaven només el 22% de les forces de les Potències Centrals que van prendre part en aquesta campanya, en comparació amb el 46% de les forces austrohongareses i el 32% de les forces combinades búlgares i otomanes.
L'ofensiva romanesa de Transsilvània va fracassar principalment causa de l'atac de Bulgària contra Dobruja, que va obrir un nou front que va forçar molt a l'exèrcit romanès en veure's obligat a lluitar en un front molt més gran. Tot i que Transilvania va ser relativament represa ràpidament per les forces combinades alemanyes-austrohongareses, no van poder trencar inicialment el front romanès en els Carpats, especialment a la Vall de Prahova, on un avenç reeixit podia portar a la ràpida captura de Bucarest i dividir l'exèrcit romanès, que obligaria a Romania a sortir de la guerra.
Els èxits inicials de la defensa romanesa van ser, tanmateix, de curta durada, ja que la longitud total del front (1600 km), juntament amb els reforços de les Potències Centrals, els va obligar a retirar-se darrere de Siret, a Moldàvia. Allà, malgrat la seva precària situació, van aconseguir reformar, reorganitzar i proveir el seu exèrcit, que va provocar que guanyessin les majors victòries dels Aliats al front europeu el 1917. No obstant això, Romania no van tenir més remei que rendir-se després de quedar-se sola al front oriental, després de la rendició de Rússia i quedar-se gairebé envoltada per les Potències Centrals.
El fracàs del front romanès per l'Entente també va ser el resultat de diversos factors fora del control de Romania. El fracàs del front de Macedònia no va complir amb les expectatives de «seguretat garantida» de Romania per a Bulgària. Això va resultar una tensió crítica sobre la capacitat de Romania per emprendre una reeixida ofensiva a Transsilvània, ja que necessitava per desviar tropes al sud per a la defensa de Dobruja. D'altra banda, els reforços russos a Romania no es van materialitzar a la quantitat de 200.000 soldats inicialment demandades. Romania es va convertir així en una situació difícil diversos mesos després que es va unir a la guerra, amb l'Entente que no podia proporcionar el suport que havia promès anteriorment. Tots aquests van ascendir a un punt mort costós, en lloc del "cop mortal decisiva" per a l'Imperi austrohongarès que l'Entente havia esperat.